# Kościół św. Marii Magdaleny w Kurzętniku
Kościół św. Marii Magdaleny w Kurzętniku – rzymskokatolicki kościół parafialny należący do dekanatu Kurzętnik diecezji toruńskiej. Znajduje się w dawnym mieście, obecnie wsi Kurzętnik, w województwie warmińsko-mazurskim.

## Architektura
Jest to niewielka budowla wzniesiona w stylu gotyckim. Wybudowana została około 1300 roku. Została zbudowana z cegły na planie prostokąta. Posiada jedną nawę oraz drewniany strop podparty czterema parami drewnianych filarów. Na środku stropu są umieszczone malowidła przedstawiające ukoronowanie Najświętszej Maryi Panny. kościół posiada potężnych rozmiarów przypory, m.in. przy wieży. We wnętrzu znajdują się cztery ołtarze w stylu barokowym. W świątyni wmurowana jest także tablica pamiątkowa, poświęcona pamięci księdza Józefa Borzyskowskiego, kurzętnickiego proboszcza, który zmarł w dniu 16 września 1942 roku w obozie koncentracyjnym w Dachau. Przy balustradzie komunijnej jest umieszczona oryginalna, drewniana skarbona w formie słupa wbitego w ziemię, okuta żelaznymi sztabami.

## Galeria

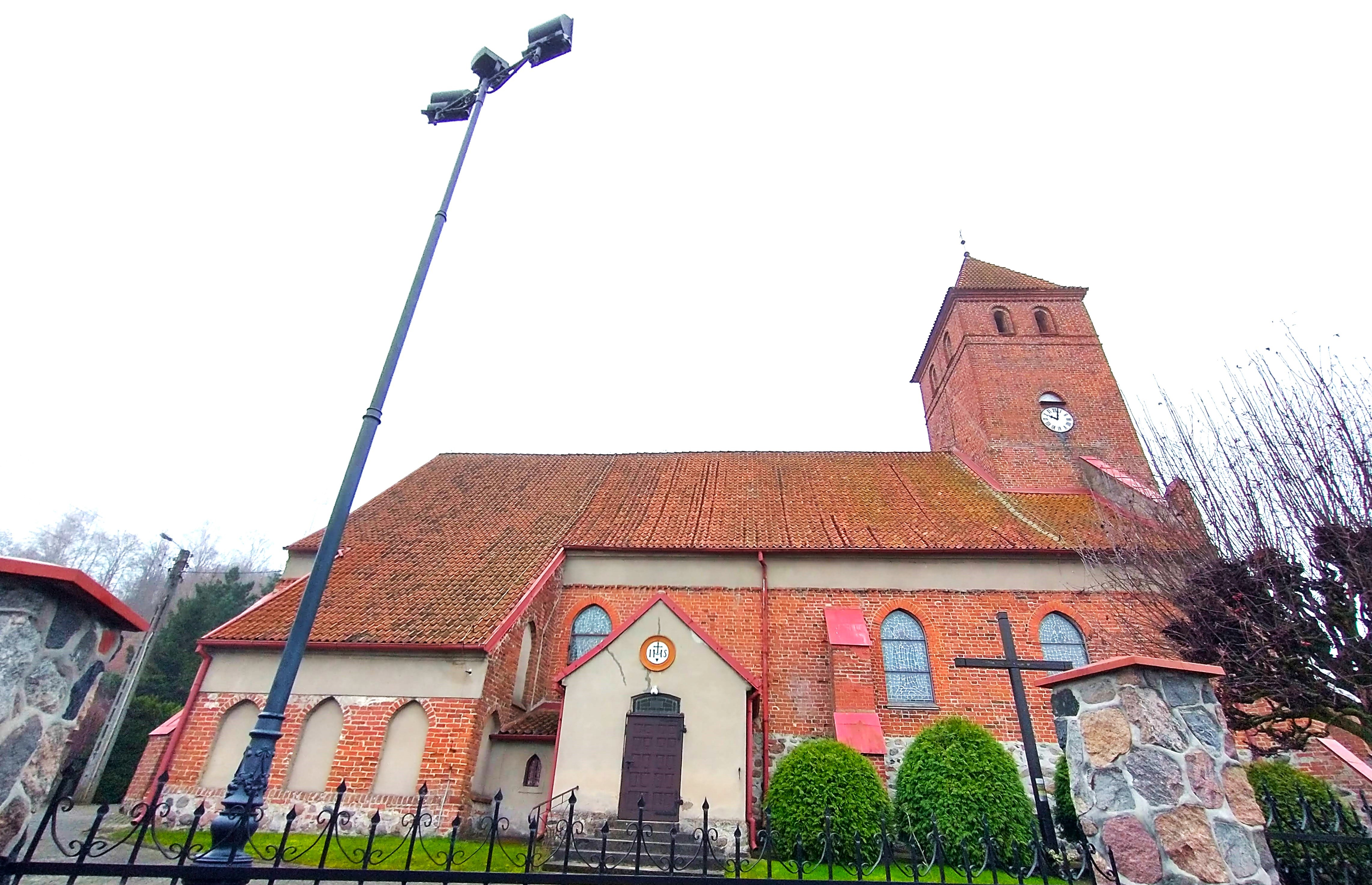
Widok od strony rynku
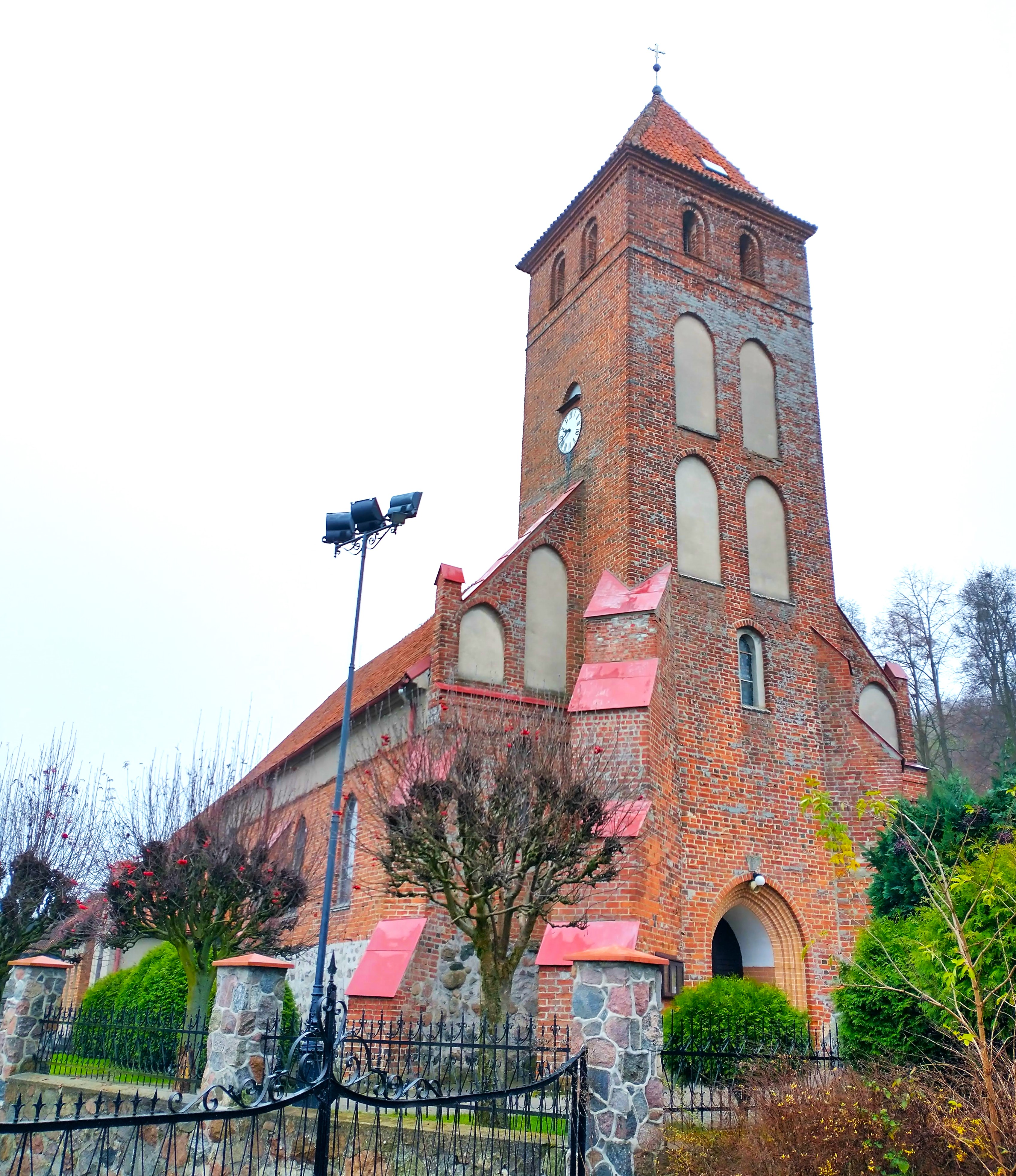
Wieża
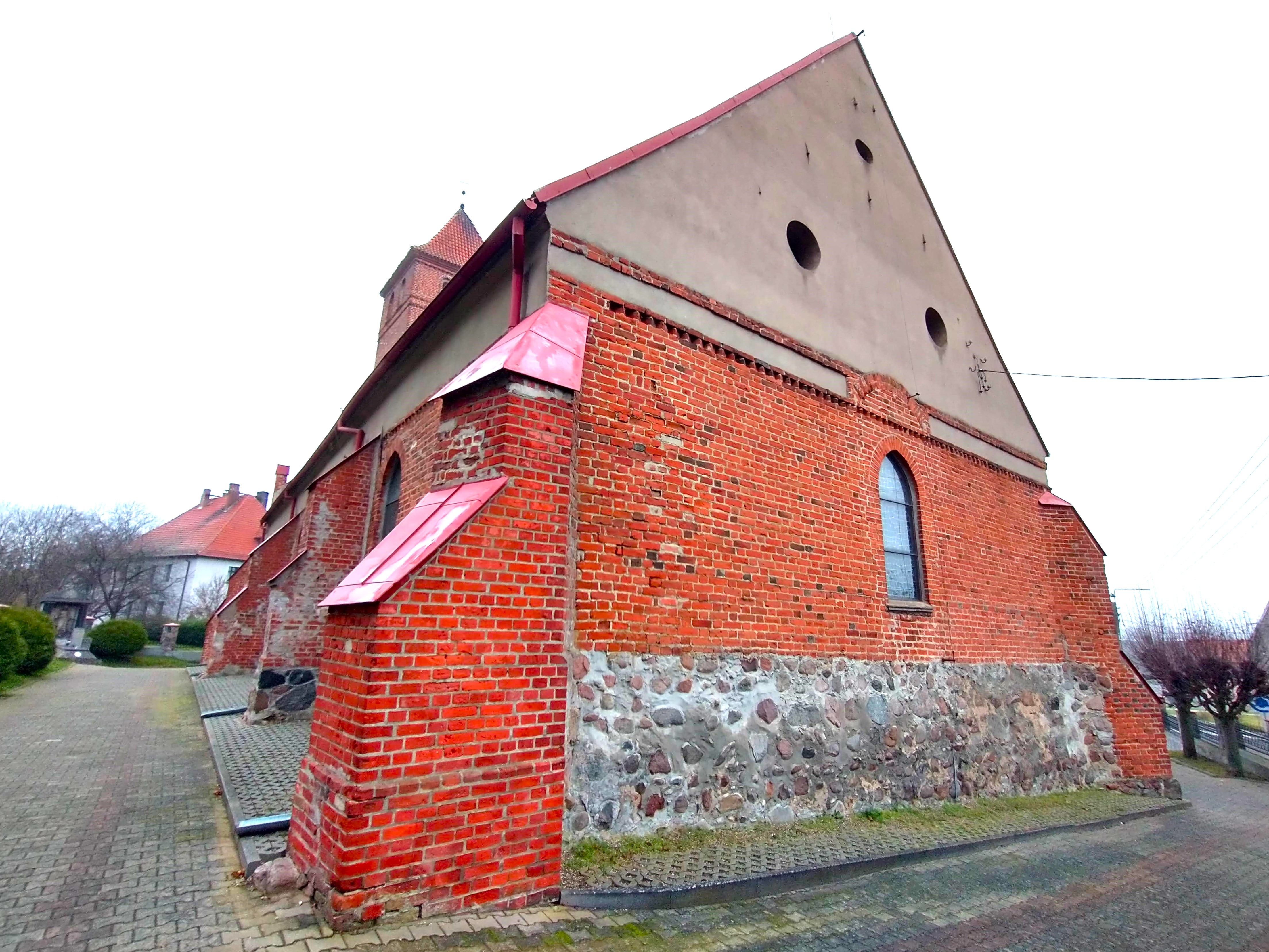
Widok od prezbiterium